# Euryarchaeota
Euryarchaeota је један од два филума археја (археобактерија).   Euryarchaeota је веома разнолика група и укључује метаногене организме, који стварају метан и често се налазе у дигестивном систему животиња, халобактерије, које преживљавају екстремне концентрације соли у средини, и неке екстремне термофилне аеробе и анаеробе, који углавном живе на температури између 41 и 122ºC. Они су одвојени од остале археје засноване углавном на рРНА секвенцама и њиховој јединственој ДНК полимерази. 

## Опис
Припадници филума Euryarchaeota су разноврсни и по изгледу. Филе садржи организме различитих облика, укључујући бациле и коке. Euryarchaeota могу показати и грам-позитивно или грам-негативно бојење, зависно од тога да ли је псеудомуреин присутан у ћелијском зиду. 
Унутар филума Euryarchaeota могу се наћи различити и метаболизми; поједине археје из овог филума су метаногене, халофилне, сулфато-редукујуће. Уз то, у свакој метаболичкој групи су присутни екстремне термофили.    